# 鄰山郡
鄰山郡，西魏廢帝元欽時改鄰州為鄰山郡，屬渠州，隋文帝開皇三年（583年），併鄰山縣入鄰水縣，廢鄰山郡，直屬渠州。唐天寳元年（742年）改渠州為鄰山郡，下辖流江縣（今四川省渠县，州治）、渠江縣（今廣安縣肖溪鄉）、鄰水縣（今邻水县观音桥镇）、鄰山縣（今大竹县四合乡）四縣。至德二年（757年）蓬山郡的大竹縣（今大竹县月光乡）来屬，乾元元年（758年）復為渠州。